# گانگودا
گانگودا (به لاتین: Ganegoda) یک منطقهٔ مسکونی در سری‌لانکا است که در استان مرکزی (سری‌لانکا) واقع شده‌است.